# Open Source Initiative
Open Source Initiative (engelska: "Initiativet för öppen källkod") eller OSI är en ideell stiftelse vars syfte är att förespråka öppen källkod.
OSI grundades 1998 av Bruce Perens och Eric S. Raymond när Netscape gjorde källkoden till programsviten Communicator, där bland annat Navigator ingick, tillgänglig för allmänheten. Syftet med organisationen var att introducera ett nytt, mer företagsvänligt och mindre ideologiskt laddat begrepp för marknadsföring av det fenomen som Free Software Foundation med Richard Stallman i spetsen föredrar att kalla fri programvara. 
Eric S. Raymond ledde organisationen från dess grundande fram till 2005. Russell Nelson tog över efter Raymond, men avgick efter bara en månad och ersattes av Michael Tiemann.

## Styrelse
Styrelsen hade år 2011 följande medlemmar:
- Michael Tiemann
- Karl Fogel
- Mike Godwin
- Harshad Gune
- Jim Jagielski
- Fabio Kon
- Martin Michlmayr
- Andrew Oliver
- Simon Phipps
- Alolita Sharma
- Tony Wasserman
- Danese Cooper
- Russell Nelson
- Ken Coar
- Joichi Ito[källa behövs]
- Bruno Souza[källa behövs]
- Rishab Aiyer Ghosh[källa behövs]
- Sanjiva Weerawarana[källa behövs]